# Gospodarstvo Brazila
Gospodarstvo Brazila ima veliku bazu prirodnih bogatstava i razvijenu industriju i gospodarstvo. Veliki udio imaju tvrtke iz SAD-a, Švicarske, Japana i Francuske. U posljednje vrijeme bilježi se veliki industrijski napredak. Svake godine se posijeku velike površine šuma. Te se nove površine upotrebljavaju u poljoprivredi. Najveći dio plantaža je u vlasništvu velikih farmera. Veliki utjecaj imaju i strane tvrtke.
Najveći dio radno sposobnog stanovništva je zaposlen u uslužnim djelatnostima (42%), u poljoprivredi (31%), a u industriji (27%).

## Poljoprivreda
Veliki dio Brazila pokrivaju vrlo plodna tla, na kojima se mogu dobivati po dva ili tri uroda godišnje. Trenutačno se obrađuje samo 4% od ukupne površine, ali ni u jednoj zemlji svijeta nema mogućnosti tako velikog širenja obradivih površina kao u Brazilu.
Najveći dio zemljišta čine krupni veleposjedi, od kojih su neki jednaki površini srednjoameričkih država. Zbog velike površine zemlje, koja se pruža u nekoliko klimatskih pojaseva, poljoprivreda je raznolika. U tropskim i suptropskim krajevima uzgajaju se: šećerna trska, pamuk, duhan, banane, kava, riža i tropsko voće. Za domaću potrošnju najviše se uzgajaju: pšenica i kukuruz (u umjerenom pojasu), manioka, žitarice, grah i kikiriki za ulje. Zbog nedostatka mehanizacije i male upotrebe umjetnog gnojiva, prinosi po hektaru su među najmanjima u svijetu. Tako, prosječan prinos pšenice po hektaru iznosi samo 1 000 kg, što je oko sedam puta manje nego, npr. u Nizozemskoj i Danskoj.
Najznačajniji izvozni proizvod Brazila je kava (minas), a gotovo polovica ukupne proizvodnje dobiva se u saveznoj državi São Paulo, najvećem monokulturnom području proizvodnje kave u svijetu. Na svjetskom tržistu osobito su poznate vrste brazilske kave, koje imaju nazive po izvoznim lukama: santos, minas, parana, rio i dr. Na visoravnima Brazilskog gorja razvijeno je ekstenzivno stočarstvo (preko 55 milijuna goveda, 0,30 milijuna svinja 0,16 milijuna ovaca, 0,7 milijuna konja, itd).
Brazil raspolaže velikim mineralnim bogatstvom, koje se tek počelo iskorištavati. Znatna su nalazišta boksita, željeza, mangana, nikla, fosfata, platine, uranija, grafita, te zlata i dijamanata za industrijske potrebe (brazilski topaz- cijenjeni dragi kamen zlatnožute boje). Veliko prirodno bogatstvo predstavlja vodna snaga brazilskih rijeka, ali se od 20 milijuna ks vodene energije koristi samo 11,2%.

## Industrija
Do polovice 20. stoljeća, u Brazilu je bila zastupljena samo laka industrija: tekstilna, prehrambena, industrija duhana, kože i obuće, drvna, farmaceutska itd. Posebno povoljni uvjeti postojali su za razvoj drvne industrije, jer je Brazil po površini šuma na 2. mjestu u svijetu te na svakog stanovnika otpada oko 8 ha šume, ali se ona neracionalno iskorištavala, što je dovelo do pojave velikog ekološkog problema: "svjetska pluća "- šume Amazone bit će uništene, ako se brazilskoj sirotinji ili bogatim rentijerima ne ponude druge mogućnosti za zaradu i opstanak.
Teška industrija je započela s razvojem nakon Drugog svjetskog rata. Najvažnije rude koje se eksploatiraju su: rude željeza, mangan i boksit. Po proizvodnji željezne rude, Brazil je na 4. mjestu u svijetu, poslije Rusije, Kine i Australije. Najveći dio proizvodnje ove rude se izvozi, a manji dio se topi u železarama São Paola, koje su manjeg kapaciteta, i u velikoj željezari Volta Rodonda, koja se nalazi u saveznoj državi Minas Gerais, glavnoj rudonosnoj pokrajini.
Gotovo čitava industrija je smještena u tri grada i njihovoj okolini - u São Paulu, Rio de Janeiru i Belo Horizonteu. Ovaj "brazilski trokut" počeo se razvijati u 18. stoljeću, na temelju iskorištavanja nalazišta zlata i dijamanata. 